# 赤ヘル1975
『赤ヘル1975』（あかヘル1975）は、重松清の小説。『小説現代』で2011年8月号から2013年7月号まで連載され、大幅に加筆修正したうえで2013年11月27日に講談社から単行本として刊行された。

## 物語
1975年、広島市への原爆投下による大空襲被害から30年が経過したこの年、東京から1人の少年・マナブが広島市に引っ越してきた。この年、広島東洋カープはいわゆる「赤ヘル」と呼ばれるユニフォームにイメージチェンジを図るが、開幕10試合の段階では4勝6敗とわずかに負け越しており、悲願の優勝への軌跡が始まろうとはだれもが気づかなかったときだった。この頃から、マナブは、広島で野球少年のヤスと、新聞記者を目指したユキオ達とふれあう。そして広島の街は、カープ初優勝フィーバーが巻き起ころうとしていた…

## 登場人物
橋本学（マナブ）
片桐康久（ヤス）
北山幸男（ユキオ）
橋本勝征（学の父）
沢口真理子
小柳仁美
横山庄三
横山菊江（庄三の妻）
沢口広志（真理子の弟）
林田忠義（真理子の母方の祖父）
竹林先生（1年3組の担任）
瀬能さん
原田さん
酒屋のおっさん
片桐知子（康久の母）
片桐圭子（康久の姉）
徳山寛史
寺島理容店のおじさん

## ラジオドラマ
広島平和記念日70年目にあたる2015年8月6日12:00 - 14:55に、中国放送・RCCラジオにて生放送された。終戦70周年にあたり、被爆地・広島に勇気と希望を与えたカープの活躍を通して、平和の尊さと、広島に野球文化が根付いたことを後世に伝えるという目的で放送され、少年少女たちは広島県内の小中学生の演劇部員らからオーディションで出演した。「文化庁芸術祭・第70回芸術祭賞ラジオ番組部門賞」を獲得した。

### スタッフ
- 原作 - 重松清「赤ヘル1975」（講談社）

### キャスト
- マナブ - 本屋敷健太
- ヤス - 久保田哲太郎
- ユキオ - 黒澤諒
- マリコ - 嶋野ユリカ
- その他 - 横山雄二、伊藤文、岡佳奈、黒田博樹（特別出演）
- ナレーター - 本名正憲